# Microregione di Passo Fundo
Passo Fundo è una microregione del Rio Grande do Sul in Brasile, appartenente alla mesoregione di Noroeste Rio-Grandense.
È una suddivisione creata puramente per fini statistici, pertanto non è un'entità politica o amministrativa.

## Comuni
È suddivisa in 26 comuni:
- Água Santa
- Camargo
- Casca
- Caseiros
- Charrua
- Ciríaco
- Coxilha
- David Canabarro
- Ernestina
- Gentil
- Ibiraiaras
- Marau
- Mato Castelhano
- Muliterno
- Nicolau Vergueiro
- Passo Fundo
- Pontão
- Ronda Alta
- Santa Cecília do Sul
- Santo Antônio do Palma
- São Domingos do Sul
- Sertão
- Tapejara
- Vanini
- Vila Lângaro
- Vila Maria